# حسرت (آلبوم)
حسرت آلبومی از محمد اصفهانی است که آهنگسازی آن از محمد اصفهانی ،فؤاد حجازی و شهرام حسن‌زاده است. این آلبوم در سال ۱۳۷۷ منتشر شد و چهارمین آلبوم محمد اصفهانی محسوب می‌شود. آلبوم حسرت یکی از پرفروش‌ترین آلبوم‌های موسیقی بعد از انقلاب است.

## قطعات
نسخه اصلی این آلبوم دارای ۱۴ قطعه می‌باشد.
حسرت
- شعر :سهیل محمودی
- آهنگساز: شادمهر عقیلی[۵]
- تنظیم‌کننده: فؤاد حجازی

عشق نهان
- شعر :صفای اصفهانی
- آهنگساز: محمد اصفهانی
- تنظیم‌کننده: فؤاد حجازی

مقدمهٔ خانه دل
- ترانه سرا: میرزا حبیب مجتهد خراسانی
- آهنگساز: محمد اصفهانی
- تنظیم‌کننده: فؤاد حجازی

خانهٔ دل
- ترانه سرا: میرزا حبیب مجتهد خراسانی
- آهنگساز: محمد اصفهانی
- تنظیم‌کننده: فؤاد حجازی

خانهٔ آئینه
- شعر :هوشنگ ابتهاج
- آهنگساز : شهرام حسن‌زاده
- تنظیم‌کننده: فؤاد حجازی

مقدمهٔ همه هستی
- شعر :مولانا
- آهنگساز: محمد اصفهانی
- تنظیم‌کننده: فؤاد حجازی

همه هستی
- شعر :نظامی
- آهنگساز: محمد اصفهانی
- تنظیم‌کننده: فؤاد حجازی

مقدمهٔ دلِ تنگ
- شعر :فریدون مشیری
- آهنگساز: محمد اصفهانی
- تنظیم‌کننده: فؤاد حجازی

دلِ تنگ
- شعر :فریدون مشیری
- آهنگساز: محمد اصفهانی
- تنظیم‌کننده: فؤاد حجازی

آفتاب مهربانی
- شعر :قیصر امین‌پور
- آهنگساز: شهرام حسن‌زاده
- تنظیم‌کننده: فؤاد حجازی

خانهٔ دل (بی کلام)
- آهنگساز: محمد اصفهانی
- تنظیم‌کننده: فؤاد حجازی

عشق نهان (بی کلام)
- آهنگساز: محمد اصفهانی
- تنظیم‌کننده: فؤاد حجازی

دلِ تنگ (بی کلام)
- آهنگساز: محمد اصفهانی
- تنظیم‌کننده: فؤاد حجازی

حسرت (بی کلام)
- آهنگساز: محمد اصفهانی
- تنظیم‌کننده: فؤاد حجازی